# NGC 288
NGC 288 (również ESO 474-SC37 lub GCL 2) – gromada kulista znajdująca się w gwiazdozbiorze Rzeźbiarza w odległości około 29 tys. lat świetlnych od Ziemi. Jej odległość od centrum Galaktyki to 39,1 tys. lat świetlnych. Została odkryta 27 października 1785 roku przez Williama Herschela.
Barwy i jasność gwiazd NGC 288 wskazują, że zawiera ona zarówno mało masywne gwiazdy ciągu głównego, jak również czerwone olbrzymy i jeszcze bardziej masywne gwiazdy spalające obecnie prawie tylko hel, gdyż fazę czerwonego olbrzyma mają już za sobą. Ponieważ gwiazdy w gromadach kulistych powstają w tym samym czasie i z tego samego obłoku molekularnego, powinny być one silnie ze sobą spokrewnione. Gwiazdy znajdujące się w gromadzie wyraźnie się różnią.
NGC 288 należy do nielicznych gromad kulistych, których gwiazdy są ze sobą stosunkowo luźno związane grawitacyjnie. Gwiazdy należące do gromad kulistych o małej gęstości ostatecznie mogą się rozproszyć w przestrzeni.